# 市司
市司（いちのつかさ）は律令制において京職に属する機関。都の東西の市それぞれに設置され、東市司（ひがしのいちのつかさ/いちのつかさ）は左京職、西市司（にしのいちのつかさ）は右京職に属していた。

## 歴史
ヤマト王権（大和朝廷）時代には、飛鳥の海石榴市や軽市、河内の餌香市や阿斗桑市など、交通の要所に成立した市場を政治的に利用していたと考えられている。『日本書紀』には大化年間以降に「市司」と称される市の管理者が登場するが、それが王権が任じた官吏なのか、それとも王権から認められた市場の代表者なのかは不明である。
藤原京の建設と大宝律令の施行後にこれまで都とは関係なく置かれていた市場が都の中に集約され、東西の市が建設されたと考えられている。『扶桑略記』・『帝王編年記』には大宝3年（703年）に初めて東西の市が置かれたと記載されている。律令制の市司もこの時に整備されたと考えられる。また、官設の市場とそれを管理する組織である市司は都にのみ置かれており、遷都のたびに市場そのものが市司やそこで商売を行う市人ごと新しい都へと移動することになっていた。
なお、唐では都だけではなく地方の州県にも市司が置かれていたのに対し、日本では地方諸国に官設の市場やそれを管理する市司が置かれておらず、国司も地方豪族（郡司を含む）が交通の要所などに設けた既存の市場に依拠していたと推測される（国府が市場の近くに設置されたり、国府の近くに人が集まって市場が形成された可能性もあるが、それらは制度としての官設市場とは異なるものである）。

## 職掌
都の東西に置かれていた市を監督する。市における不正及び犯罪の防止や交易における度量衡の管理、物価の監視などにあたる他、時に応じて公用に供する物資の調達にもあたったとされている。また、10日ごとに（「延喜式」では毎月1度）市における時価を上中下の3等に分けて（その中でも更に高値安値などの3段階表記をしたため、実質は9等）その時々の物価を調査した「估価帳」を作成して属する京職に対して提出した。估価帳の作成は時価を調査することで、官が買い上げる時に適正価格を判断するための資料に用いられたと考えられている。
長である市正（いちのかみ）は本来は正六位上相当の官であったが、五位の実務官僚や得業生や文章生のうち成功に応じた者が任命されることが多かった。つまり良くも悪くも財力や経済感覚に富んだ人物が起用されていた。また、市の治安を扱う事から検非違使の尉が兼務することもあった。
伴部として価格を検査する価長、市での犯罪者を取り締まる物部などが置かれた。

## 職員
- 正（正六位上相当）東西各一名
- 佑（従七位下相当）東西各一名
- 令史（大初位上相当）東西各一名

- 史生 東西各二名（後各一名）
- 価長 東西各五名
- 物部 東西各二十名
- 使部 東西各十名（後各六名）
- 直丁 東西各一名